# 4792 Lykaon
A 4792 Lykaon (ideiglenes jelöléssel 1988 RK1) egy kisbolygó a Naprendszerben. Carolyn Shoemaker fedezte fel 1988. szeptember 10-én.